# 1515年
| 千纪： | 2千纪 |
| 世纪： | 15世纪 \| 16世纪 \| 17世纪                                                                                 |
| 年代： | 1480年代 \| 1490年代 \| 1500年代 \| 1510年代 \| 1520年代 \| 1530年代 \| 1540年代                           |
| 年份： | 1510年 \| 1511年 \| 1512年 \| 1513年 \| 1514年 \| 1515年 \| 1516年 \| 1517年 \| 1518年 \| 1519年 \| 1520年 |
| 纪年： | 乙亥年（猪年）；明正德十年；越南洪順七年；日本永正十二年                                                   |

## 大事记
- 瑞典宣布独立。
- 弗朗索瓦一世加冕成为法国国王，並於當年9月马里尼亚诺战役親自領導法国與威尼斯聯軍大勝米蘭與瑞士，瑞士發誓永遠中立，法軍囚禁米蘭公爵馬克西米利安·斯福爾扎並占領米蘭公國。
- 奥斯曼帝国占领庫爾德斯坦。
- 葡萄牙开始在巴西探险。
- 葡萄牙占領忽里模子，在今波斯灣東口荷姆茲海峽內的荷姆茲島。
- 哈瓦那建城。
- 5月19日——萨克森公爵乔治以20万莱茵基尔德的价钱将弗里斯兰卖给哈布斯堡王朝。
- 6月——奥斯曼帝国苏丹塞利姆一世入侵波斯。
- 8月23日——塞利姆一世击败波斯沙阿伊斯迈尔一世。
- 9月5日——塞利姆一世不战而占据波斯首都大不里士，但无法保卫它。

## 出生
- 朝鮮仁宗
- 卡斯特利奧，人文主義者、加爾文的反對者、神學家（逝世于1563年）
- 1月1日 — 维萨里，解剖学建立者。
- 5月12日 — 克里斯托夫，符腾堡公爵（逝世于1568年）

## 逝世
- 1月1日——路易十二，法国国王（出生于1462年）
- 12月16日——阿方索·德·阿爾布克爾克，葡萄牙貴族，海軍將領。